# Lillebil Ibsen
Lillebil Ibsen, nata Sofie Parelius Monrad Krohn (Oslo, 6 agosto 1899 – Oslo, 22 agosto 1989), è stata un'attrice norvegese.
Era figlia dell'attrice e danzatrice Gyda Christensen.

## Filmografia parziale
- Il canto del fiore rosso (Sången om den eldröda blomman), regia di Mauritz Stiller (1919)
- Pan, regia di Harald Schwenzen (1922)
- Lika inför lagen, regia di Gustaf Bergman (1931)
- Op med hodet!, regia di Tancred Ibsen (1933)